# Avrupa Yakası
Avrupa Yakası (deutsch - Europäische Seite/Ufer) ist eine türkische Fernsehserie.

## Handlung
Die Serie spielt in Nişantaşı, einem der gehobenen Viertel Istanbuls, und folgt den Abenteuern verschiedener Charaktere aus wohlhabenden Verhältnissen im schicken Viertel der türkischen Metropole. Der Name der Serie, Avrupa Yakası, der mit „Europäisches Ufer“ oder „Ufer Europas“ übersetzt werden könnte, bezieht sich auf den Namen des Modemagazins, in dem mehrere der Charaktere der Serie arbeiten. Es ist ein gebräuchlicher Ausdruck, den Teil von Istanbul zu bezeichnen, der auf dem europäischen Kontinent liegt. Die Geschichte dreht sich um mehrere Orte, darunter den Wohnsitz der Familie Sütçüoğlu, einer wohlhabenden Familie im Stadtteil Nişantaşı, das Restaurant der Familie und die Büros des Modemagazins Avrupa Yakası. Aslı Sütçüoğlu (Gülse Birsel) ist Journalistin für das Modemagazin Avrupa Yakası. Ihr Bruder Volkan (Ata Demirer) arbeitet im Restaurant der Familie.

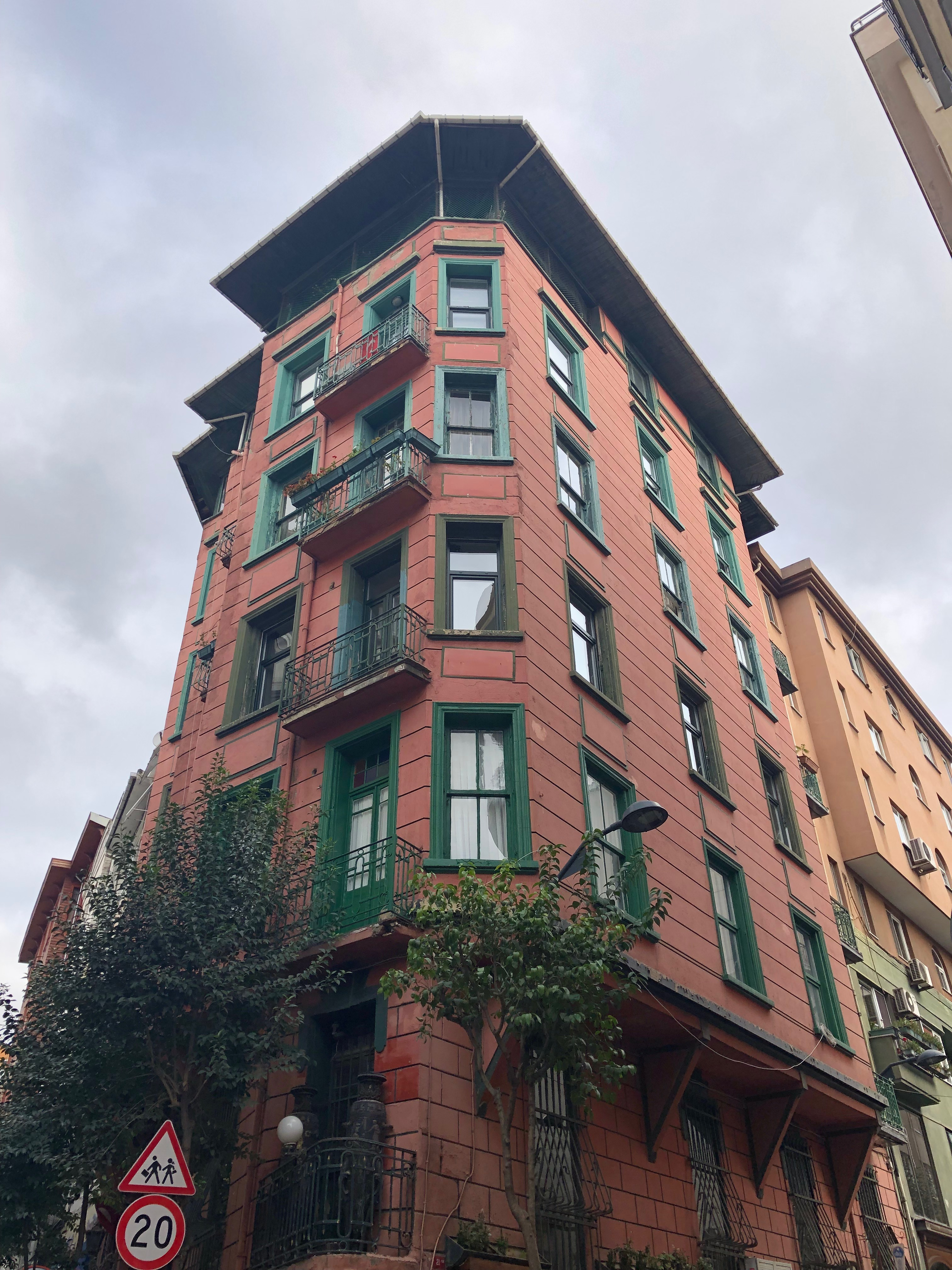
In der Serie wird dieses Gebäude im Stadtteil Nişantaşı als Wohnhaus der Familie Sütçüoğlu gezeigt

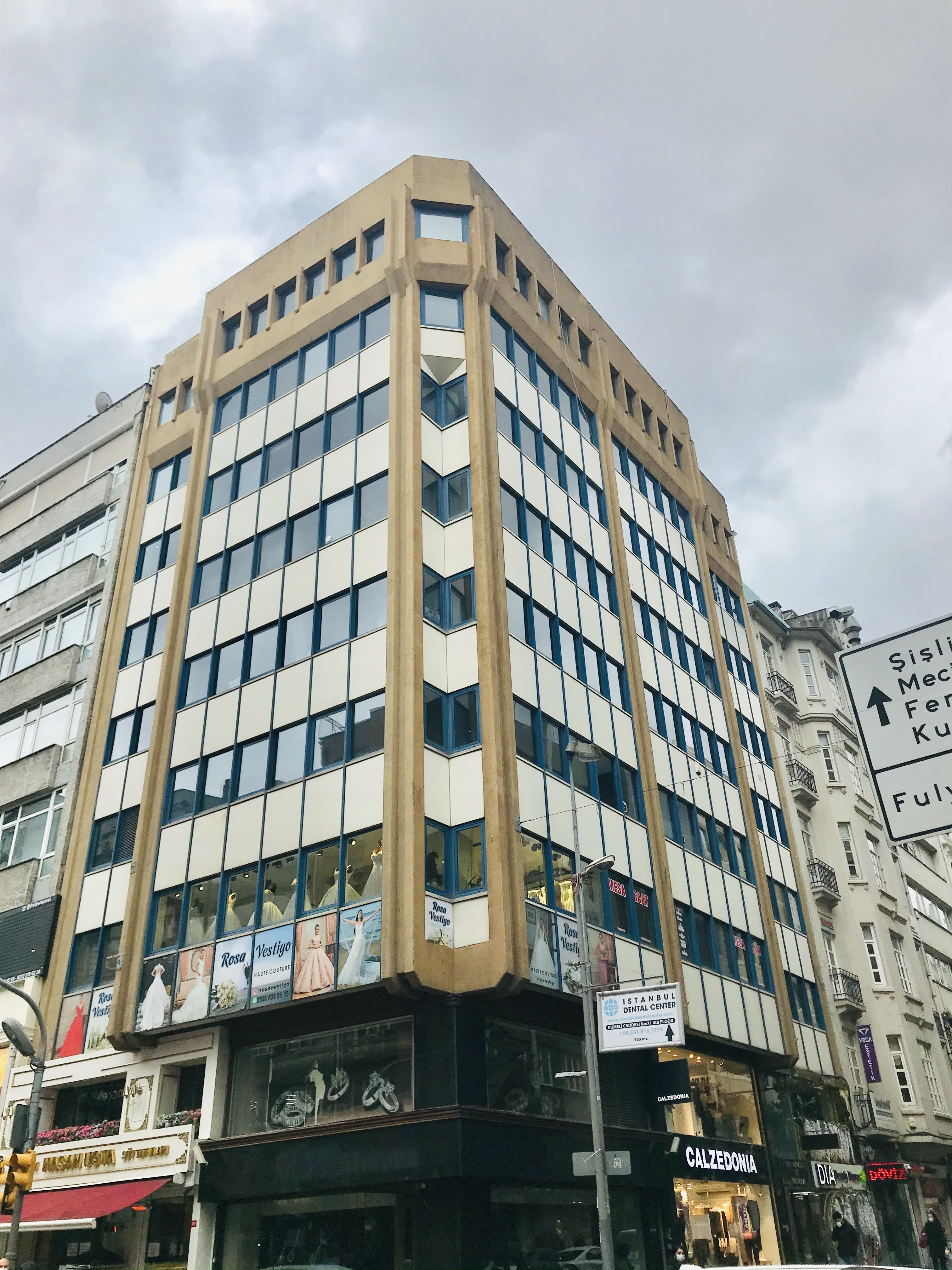
In diesem Gebäude befinden sich in der Serie die Büros des Modemagazins Avrupa Yakası

## Produktion und Veröffentlichung
Die erste Staffel wurde ab dem 11. Februar 2004 ausgestrahlt und endete nach 190 Folgen am 24. Juni 2009. Die ganze Fernsehserie wurde vom Atv ausgestrahlt. Gülse Birsel schrieb das Drehbuch. Produziert wurde die Fernsehserie von Plato Film, wo auch die Dreharbeiten im Filmstudio stattfanden.

## Besetzung
- Gazanfer Özcan: Tahsin Sütçüoğlu
- Hümeyra: İffet Sütçüoğlu
- Ata Demirer: Volkan Sütçüoğlu
- Gülse Birsel: Aslı Sütçüoğlu
- Levent Üzümcü: Cem Onaran
- Şenay Gürler: Fatoş
- Hale Caneroğlu: Yaprak İzmirli
- Vural Çelik: Kubilay Peynircioğlu
- Bülent Polat: Sehşuvar
- Evrim Akın: Selin Yerebakan
- Yıldırım Öcek: Sadettin Yerebakan
- Veysel Diker: Tacettin Antepli
- Yavuz Seçkin: Sertaç Kırmızı
- Rutkay Aziz: Bülent Onaran
- Suna Keskin: Sedef Onaran
- Engin Günaydın: Burhan Altıntop
- Tolga Çevik: Sacit Kıral
- Hasibe Eren: Makbule Kıral
- Peker Açıkalın: Gaffur Aksoy
- Sarp Apak: Tanrıverdi Ekşioğulları
- Celal Belgil: Sabit Aksoy
- Ececan Gümeci: Nilay Aksoy
- Şensel Uykal: Hediye Aksoy
- Ömür Arpacı: Dursun Sarı
- Hakan Yılmaz: Osman Koçarslanlı
- Binnur Kaya: Şahika Koçarslanlı